# Zwemmen op de Olympische Zomerspelen 2020 – 200 meter vrije slag mannen
De 200 meter vrije slag mannen op de Olympische Zomerspelen 2020 vond plaats op 25 juli, series, 26 juli, halve finales, en 27 juli 2021, finale. Na afloop van de series kwalificeerden de zestien snelste zwemmers zich voor de halve finales, de snelste acht uit de halve finales gingen door naar de finale. Regerend olympisch kampioen was Sun Yang.

## Records
Voorafgaand aan het toernooi waren dit het wereldrecord en het olympisch record
| Wereldrecord     | Paul Biedermann | 1.42,00 | Rome   | 28 juli 2009     |
| Olympisch record | Michael Phelps  | 1.42,96 | Peking | 12 augustus 2008 |

## Uitslagen

### Series
| Rang | Serie | Baan | Naam                | Land             | Tijd    | Bijz. |
| ---- | ----- | ---- | ------------------- | ---------------- | ------- | ----- |
| 1    | 3     | 5    | Hwang Sun-woo       | Zuid-Korea       | 1.44,62 | Q     |
| 2    | 4     | 2    | Fernando Scheffer   | Brazilië         | 1.45,05 | Q     |
| 3    | 3     | 4    | Thomas Dean         | Groot-Brittannië | 1.45,24 | Q     |
| 4    | 2     | 1    | David Popovici      | Roemenië         | 1.45,32 | Q     |
| 5    | 4     | 4    | Duncan Scott        | Groot-Brittannië | 1.45,37 | Q     |
| 6    | 4     | 5    | Martin Maljoetin    | Russische ploeg  | 1.45,50 | Q     |
| 7    | 3     | 7    | Stefano Ballo       | Italië           | 1.45,80 | Q     |
| 8    | 5     | 2    | Thomas Neill        | Australië        | 1.45,81 | Q     |
| 9    | 5     | 4    | Danas Rapšys        | Litouwen         | 1.45,84 | Q     |
| 10   | 3     | 6    | Townley Haas        | Verenigde Staten | 1.45,86 | Q     |
| 11   | 5     | 8    | Kregor Zirk         | Estland          | 1.46,10 | Q     |
| 12   | 3     | 1    | Nándor Németh       | Hongarije        | 1.46,19 | Q     |
| 13   | 5     | 3    | Kieran Smith        | Verenigde Staten | 1.46,20 | Q     |
| 14   | 2     | 3    | Velimir Stjepanović | Servië           | 1.46,26 | Q     |
| 15   | 3     | 2    | Antonio Djakovic    | Zwitserland      | 1.46,37 | Q     |
| 16   | 4     | 1    | Stefano Di Cola     | Italië           | 1.46,67 | Q     |
| 17   | 5     | 5    | Katsuhiro Matsumoto | Japan            | 1.46,69 |       |
| 17   | 5     | 7    | Lukas Märtens       | Duitsland        | 1.46,69 |       |
| 19   | 2     | 5    | Jacob Heidtmann     | Duitsland        | 1.46,73 |       |
| 20   | 4     | 8    | Jordan Pothain      | Frankrijk        | 1.46,75 |       |
| 21   | 4     | 3    | Ji Xinjie           | China            | 1.46,86 |       |
| 22   | 5     | 6    | Elijah Winnington   | Australië        | 1.46,99 |       |
| 23   | 4     | 7    | Robin Hanson        | Zweden           | 1.47,02 |       |
| 24   | 3     | 3    | Ivan Girev          | Russische ploeg  | 1.47,11 |       |
| 24   | 5     | 1    | Murilo Sartori      | Brazilië         | 1.47,11 |       |
| 26   | 2     | 8    | Alexei Sancov       | Moldavië         | 1.47,46 |       |
| 27   | 2     | 4    | Denis Loktev        | Israël           | 1.47,68 |       |
| 28   | 3     | 8    | Jonathan Atsu       | Frankrijk        | 1.47,75 |       |
| 29   | 2     | 7    | Alex Sobers         | Barbados         | 1.48,09 |       |
| 30   | 4     | 6    | Dominik Kozma       | Hongarije        | 1.48,87 |       |
| 31   | 1     | 6    | Dimitrios Markos    | Griekenland      | 1.49,16 |       |
| 32   | 2     | 2    | Welson Sim          | Maleisië         | 1.49,24 |       |
| 33   | 1     | 5    | Mikel Schreuders    | Aruba            | 1.49,43 |       |
| 34   | 2     | 6    | Baturalp Ünlü       | Turkije          | 1.49,75 |       |
| 35   | 1     | 3    | Joaquín Vargas      | Peru             | 1.49,93 |       |
| 36   | 1     | 2    | Mokhtar Al-Yamani   | Jemen            | 1.49,97 |       |
| 37   | 1     | 4    | Wesley Roberts      | Cookeilanden     | 1.50,41 |       |
| 38   | 1     | 7    | James Freeman       | Botswana         | 1.52,87 |       |
| 39   | 1     | 1    | Audai Hassouna      | Libië            | 1.56,27 |       |

#### Swim-Off
| Rang | Baan | Naam                | Land      | Tijd    | Bijz. |
| ---- | ---- | ------------------- | --------- | ------- | ----- |
| 1    | 4    | Katsuhiro Matsumoto | Japan     | 1.46,06 |       |
| 2    | 5    | Lukas Märtens       | Duitsland | 1.46,40 |       |

### Halve finales
| Rang | Serie | Baan | Naam                | Land             | Tijd    | Bijz. |
| ---- | ----- | ---- | ------------------- | ---------------- | ------- | ----- |
| 1    | 2     | 3    | Duncan Scott        | Groot-Brittannië | 1.44,60 | Q     |
| 2    | 2     | 1    | Kieran Smith        | Verenigde Staten | 1.45,07 | Q     |
| 3    | 2     | 2    | Danas Rapšys        | Litouwen         | 1.45,32 | Q     |
| 4    | 2     | 5    | Thomas Dean         | Groot-Brittannië | 1.45,34 | Q     |
| 5    | 1     | 3    | Martin Maljoetin    | Russische ploeg  | 1.45,45 | Q     |
| 6    | 2     | 4    | Hwang Sun-woo       | Zuid-Korea       | 1.45,53 | Q     |
| 7    | 1     | 5    | David Popovici      | Roemenië         | 1.45,68 | Q     |
| 8    | 1     | 4    | Fernando Scheffer   | Brazilië         | 1.45,71 | Q     |
| 9    | 1     | 6    | Thomas Neill        | Australië        | 1.45,74 |       |
| 10   | 2     | 6    | Stefano Ballo       | Italië           | 1.45,84 |       |
| 11   | 2     | 8    | Antonio Djakovic    | Zwitserland      | 1.45,92 |       |
| 12   | 1     | 2    | Townley Haas        | Verenigde Staten | 1.46,07 |       |
| 13   | 2     | 7    | Kregor Zirk         | Estland          | 1.46,67 |       |
| 14   | 1     | 8    | Stefano Di Cola     | Italië           | 1.47,19 |       |
| 15   | 1     | 7    | Nándor Németh       | Hongarije        | 1.47,20 |       |
| 16   | 1     | 1    | Velimir Stjepanović | Servië           | 1.47,62 |       |

### Finale
| Rang   | Baan | Naam              | Land             | Tijd    | Bijz. |
| ------ | ---- | ----------------- | ---------------- | ------- | ----- |
| Goud   | 6    | Thomas Dean       | Groot-Brittannië | 1.44,22 |       |
| Zilver | 4    | Duncan Scott      | Groot-Brittannië | 1.44,26 |       |
| Brons  | 8    | Fernando Scheffer | Brazilië         | 1.44,66 |       |
| 4      | 1    | David Popovici    | Roemenië         | 1.44,68 |       |
| 5      | 2    | Martin Maljoetin  | Russische ploeg  | 1.45,01 |       |
| 6      | 5    | Kieran Smith      | Verenigde Staten | 1.45,12 |       |
| 7      | 7    | Hwang Sun-woo     | Zuid-Korea       | 1.45,26 |       |
| 8      | 3    | Danas Rapšys      | Litouwen         | 1.45,78 |       |